# Communauté de communes du Pays issigeacois
La communauté de communes du Pays issigeacois est une ancienne communauté de communes française située dans le département de la Dordogne, en région Aquitaine.
Elle faisait partie du Pays du Grand Bergeracois.

## Historique
La communauté de communes du Pays issigeacois est créée le 28 décembre 2009 pour une prise d'effet au 1er janvier 2010.
Par arrêté préfectoral no 2013149-013 du 29 mai 2013, une fusion est prévue au 1er janvier 2014 entre les communautés de communes du Pays issigeacois et Val et Coteaux d'Eymet. La nouvelle entité porte le nom de communauté de communes des Portes sud Périgord.

## Composition
De 2010 à 2013, la communauté de communes du Pays issigeacois était composée de seize des dix-huit communes du canton d'Issigeac (seules manquaient Bouniagues et Colombier) :
1. Bardou
2. Boisse
3. Conne-de-Labarde
4. Faurilles
5. Faux
6. Monmadalès
7. Monmarvès
8. Monsaguel
9. Montaut
10. Plaisance
11. Saint-Aubin-de-Lanquais
12. Saint-Cernin-de-Labarde
13. Sainte-Radegonde
14. Saint-Léon-d'Issigeac
15. Saint-Perdoux

## Politique et administration
| Période                                  | Période       | Identité    | Étiquette | Qualité       |
| ---------------------------------------- | ------------- | ----------- | --------- | ------------- |
| janvier 2010                             | décembre 2013 | Alain Legal | SE        | Maire de Faux |
| Les données manquantes sont à compléter. |               |             |           |               |

## Compétences
L'arrêté préfectoral no 2013102-0002 du 12 avril 2013 redéfinit les compétences de la communauté de communes :
- Aménagement de l'espace.
- Développement économique.
- Protection et mise en valeur de l'environnement.
- Assainissement non collectif.
- Actions culturelles.
- Accueil de loisirs sans hébergement.
- Compétence scolaire.
- Compétence périscolaire.
- Transports scolaire et périscolaire.
- Logement et cadre de vie.
- Autres (lutte contre le frelon asiatique, prestations déléguées).

### Sources
- La base ASPIC de la Dordogne - (Accès des Services Publics aux Informations sur les Collectivités)